# Klaus Ness
Klaus Ness (* 15. Februar 1962 in Peine; † 17. Dezember 2015 in Potsdam) war ein deutscher Politiker (SPD). Er war Generalsekretär der SPD Brandenburg, später Mitglied des Landtages Brandenburg und Vorsitzender der dortigen SPD-Fraktion.

## Leben und Beruf
Klaus Ness wurde 1962 im niedersächsischen Peine geboren und wuchs in der Region auf. Nachdem er 1981 sein Abitur am Peiner Gymnasium am Silberkamp erlangt hatte, studierte er Erziehungswissenschaften an der Technischen Universität Braunschweig. Er schloss das Studium 1987 als Diplompädagoge ab. Bis 1988 war er als Mitarbeiter eines Europaabgeordneten tätig. Seinen Zivildienst leistete er von 1988 bis 1989. Ab 1990 arbeitete er als Weiterbildungslehrer des Bildungswerkes der Volkshochschule in Hannover, bevor er 1991 als Referent zum SPD-Landesverband Brandenburg ging.
Ness war seit dem 1. September 2007 mit Martina Gregor-Ness verheiratet, die von 1994 bis 2014 SPD-Abgeordnete im Brandenburger Landtag war.
Ness brach am Abend des 17. Dezember 2015 am Rande eines Empfangs im Brandenburger Landtag infolge eines Herzinfarkts zusammen. Er wurde mehrfach reanimiert, starb jedoch in den späten Abendstunden des 17. Dezember 2015 im Potsdamer Klinikum Ernst von Bergmann im Alter von 53 Jahren.

## Politik
Ness war seit dem 15. Februar 1977 Mitglied der SPD. Von 1991 bis 1994 war er Referent des SPD-Landesverbandes Brandenburg und wurde im Dezember 1994 dessen Landesgeschäftsführer. Als Matthias Platzeck im Jahr 2005 Bundesvorsitzender der SPD wurde, wechselte Ness als Abteilungsleiter für Planung und Kommunikation in die Bundesparteizentrale der SPD. 2006 legte Platzeck das Amt des Bundesvorsitzenden nieder, daraufhin wurde Ness im Sommer 2006 Generalsekretär der Brandenburger SPD.
Bei der Landtagswahl im September 2009 zog er über die Landesliste der SPD in den Landtag Brandenburg ein. Am 28. August 2013 wurde Ness als Nachfolger von Ralf Holzschuher zum neuen Fraktionsvorsitzenden der SPD im Landtag Brandenburg gewählt und blieb es bis zu seinem Tod.